# Триперстка жовтонога
Триперстка жовтонога (Turnix tanki) — вид сивкоподібних птахів родини триперсткових (Turnicidae).

## Поширення
Вид поширений в Південній, Південно-Східній та Східній Азії. Трапляється на болотах, вологих луках, полях тощо. 

## Опис
Дрібні птахи завдовжки 15-18 см, вагою 36-43 г у підвиду T. t. tanki, 35-78 г у самця T. t. blanfordii та 93-113 г у самиці T. t. blanfordii.
Верхня частина тіла самиці сірувато-коричнева з тонким поперечним чорнуватим малюнком. Нижня сторона тіла вохриста з рудим горлом. Передня частина грудей і крила вкриті круглими або півмісяцевими чорнуватими плямами. Забарвлення самців відрізняється великою кількістю вохристих плям на верхній стороні тіла, а ще у них менше рудого кольору на нижній поверхні шиї і горлі.